# Cimbria (Studentenverbindung)
Cimbria ist der Name folgender Studentenverbindungen:
- Akademische Grenzlandsmannschaft Cimbria zu Wien
- Burschenbund Cimbria Brünn im Burschenbunds-Convent
- Burschenschaft Cimbria Berlin in der DB
- Burschenschaft Cimbria Lemgo
- Cimbria-Königsberg im CC zu Saarbrücken
- Corps Cimbria Berlin (RSC)
- Corps Cimbria Berlin (WSC)
- Freie Studentenverbindung Cimbria Nürnberg
- Katholischer Studentenverein Cimbria
- Landsmannschaft im CC Cimbria-Fidelitas Karlsruhe
- Landsmannschaft Cimbria et Rhenania Friedberg
- Münchener Burschenschaft Cimbria
- Sängerschaft Cimbria Köln in der Deutschen Sängerschaft (Weimarer CC)
- Technische Verbindung Cimbria, Konstanz
- Turnerschaft Cimbria zu Greifswald im CC
- VDSt Cimbria Reutlingen
- Würzburger Burschenschaft Cimbria